# Оберальм
Оберальм —  ярмакове містечко та громада в австрійській землі Зальцбург. Містечко належить округу Галлайн.
Оберальм на мапі округу та землі.